# 罗斯劳
罗斯劳是位于德国萨克森-安哈尔特州易北河畔的一个旧市镇，人口约1.4万（2005年）。2007年7月1日，罗斯劳与德绍合并成立德绍-罗斯劳。